# Antoine Pierre Demours
Pour les articles homonymes, voir Demours.
Antoine Pierre Demours est un oculiste français, né à Paris le 16 décembre 1762 et mort le 4 octobre 1836.

## Biographie
Antoine Pierre Demours est le fils de Pierre Demours et de Marie Elisabeth Sibire. Reçu docteur en médecine à la faculté de médecine de Paris en 1782, il devient oculiste et régent de la faculté de médecine. Il pousse au dernier degré l'habileté dans son art : il fait la première opération de pupille artificielle. Il a laissé un Traité des maladies des yeux, Paris, 1818, où sont consignés les fruits de l'expérience du père et du fils.
Il devient médecin oculiste des rois Louis XVIII et Charles X. 
Le 6 février 1821, il est élu membre de l'Académie de médecine (section chirurgie).
Propriétaire du château des Ternes, il donne son nom à la rue Pierre-Demours,  propriétaire d'une partie des terrains sur lesquels la rue a été établie. Beau-père du magistrat Aquilas Haincque de Saint-Senoch (fils d'Adrien Pierre Marie Haincque), il est le grand-père du photographe Edgar Haincque de Saint-Senoch et d'Édouard Haincque de Saint-Senoch, avocat et conseiller référendaire à la Cour des comptes, héritier du château des Ternes et beau-père de Virginie Hériot.

## Publications
- Mémoire sur quelques modifications de l'opération du seton et note sur un nouveau procédé pour le traitement des tumeurs enkystées des paupières et du cuir chevelu (1828)
- Précis théorique et pratique sur les maladies des yeux (1821)
- Traité des maladies des yeux... suivi de la Description de l'oeil humain, traduite du latin de S.-T. Soemmerring (1818)
- Observation sur une pupille artificielle ouverte tout auprès de la sclérotique
- An leucophlegmatiae, leves scarificationes ? (1784)
- An dysenteriae ipecacuanha ? (1783)
- An redeunte vere cito redeat convalescenti sanitas (1783)
- Deo optimo max... Questio medica... discutienda : die jovis decimâ-octavâ mensis decembris, anno... 1783, M. Stephano Grossin Duhaume,... praeside : An dysenteriae Specacuanha ? (1783)
- An retina immediatum visionis organum ? (1782)

## Source
Cet article comprend des extraits du Dictionnaire Bouillet. Il est possible de supprimer cette indication, si le texte reflète le savoir actuel sur ce thème, si les sources sont citées, s'il satisfait aux exigences linguistiques actuelles et s'il ne contient pas de propos qui vont à l'encontre des règles de neutralité de Wikipédia.